# Rhynchina bettoni
Rhynchina bettoni là một loài bướm đêm trong họ Erebidae.